# Callistosporium xerampelinum
Callistosporium xerampelinum är en svampart som beskrevs av Pegler 1977. Callistosporium xerampelinum ingår i släktet Callistosporium och familjen Tricholomataceae.   Inga underarter finns listade i Catalogue of Life.